# Ich will da sein – Jenny Gröllmann
Ich will da sein – Jenny Gröllmann ist ein deutscher Dokumentarfilm von 2008.

## Inhalt

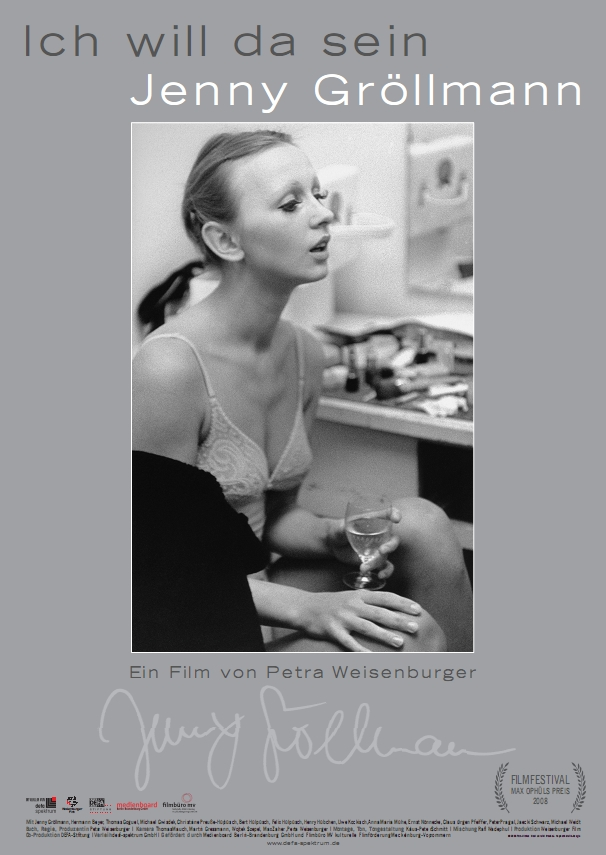
Filmplakat, Ich will da sein – Jenny Gröllmann

Die Schauspielerin Jenny Gröllmann war eine Charakterdarstellerin der DDR. Ab 1990 etablierte sich die Schauspielerin im gesamtdeutschen Fernsehen. In Liebling Kreuzberg erreichte sie als „Anwältin Isenthal“ an der Seite von Manfred Krug das deutsche Publikum. Im Alter von 59 Jahren starb Gröllmann 2006 an den Folgen ihrer Krebserkrankung.
Der Film begleitet sie während ihrer letzten zwei Lebensjahre. Mittels Filmausschnitten, parallel montierten Bildern und Gesprächen mit Kollegen und Wegbegleitern wie Michael Gwisdek und Henry Hübchen wird die Karriere der Schauspielerin nach- und ein persönliches Porträt gezeichnet.
Die Filmbewertungsstelle Wiesbaden bewertete den Film mit dem Prädikat „Wertvoll“.
Vorgeführt wurde der Film im Jahr 2008 auf dem Filmfestival Max Ophüls Preis, dem 12. Sofia International Film Festival, dem Dokumentarfilmprogramm „achtung berlin“, dem Filmkunstfest Mecklenburg-Vorpommern und dem Festival des deutschen Films.